# Meg McCall
Pour les articles homonymes, voir McCall.
Margaret "Meg" Sutherland McCall, née le 24 mai 1931 à Mayo et morte le 10 septembre 1997 en Colombie-Britannique, est une femme politique (yukonnaise) canadienne. Membre du Parti progressiste-conservateur du Yukon, elle est députée représentante de la circonscription électorale de Klondike de 1978 à 1985 à l'Assemblée législative du Yukon.
Elle défait le chef du Nouveau Parti démocratique du Yukon Fred Berger (en) et la candidate indépendante Eleanor Millard (en) lors de l'élection territoriale du 20 novembre 1978 (en). Elle meurt d'un cancer en 1997.